# Nelson Sepúlveda
Nelson Alejandro Sepúlveda Moya (Santiago, Chile, 22 de enero de 1992) es un futbolista chileno. Juega de mediocampista y actualmente se encuentra en Deportes Concepción de la Primera B de Chile.  

## Estadísticas
| Club                       | Div.       | Temporada  | Liga  | Liga  | Copas nacionales | Copas nacionales | Torneos internacionales | Torneos internacionales | Total | Total |
| Club                       | Div.       | Temporada  | Part. | Goles | Part.            | Goles            | Part.                   | Goles                   | Part. | Goles |
| -------------------------- | ---------- | ---------- | ----- | ----- | ---------------- | ---------------- | ----------------------- | ----------------------- | ----- | ----- |
| Cobresal · Chile           | 1.ª        | 2012       | 4     | 0     | 6                | 1                | —                       | —                       | 10    | 1     |
| Cobresal · Chile           | 1.ª        | 2013       | 3     | 0     | 5                | 0                | —                       | —                       | 8     | 0     |
| Cobresal · Chile           | 1.ª        | 2013-14    | 8     | 0     | —                | —                | —                       | —                       | 8     | 0     |
| Cobresal · Chile           | 1.ª        | 2014-15    | 23    | 1     | 7                | 1                | —                       | —                       | 30    | 2     |
| Cobresal · Chile           | 1.ª        | 2015-16    | 13    | 0     | 2                | 0                | —                       | —                       | 15    | 0     |
| Cobresal · Chile           | 1.ª        | 2016-17    | 24    | 0     | 2                | 0                | 4                       | 0                       | 30    | 0     |
| Cobresal · Chile           | 2.ª        | 2017       | 13    | 3     | 1                | 0                | —                       | —                       | 14    | 3     |
| Cobresal · Chile           | 2.ª        | 2018       | 28    | 5     | 7                | 1                | —                       | —                       | 35    | 6     |
| Deportes Melipilla · Chile | 2.ª        | 2019       | 21    | 4     | 3                | 1                | —                       | —                       | 24    | 5     |
| Deportes Melipilla · Chile | 2.ª        | 2020       | 29    | 2     | —                | —                | —                       | —                       | 29    | 2     |
| Deportes Melipilla · Chile | 1.ª        | 2021       | 25    | 0     | 2                | 0                | —                       | —                       | 27    | 0     |
| Deportes Melipilla · Chile | Total club | Total club | 75    | 6     | 5                | 1                | 0                       | 0                       | 80    | 7     |
| Cobresal · Chile           | 1.ª        | 2022       | 18    | 1     | 1                | 0                | —                       | —                       | 19    | 1     |
| Cobresal · Chile           | 1.ª        | 2023       | 0     | 0     | 0                | 0                | —                       | —                       | 0     | 0     |
| Cobresal · Chile           | 1.ª        | 2024       | 0     | 0     | 0                | 0                | —                       | —                       | 0     | 0     |
| Cobresal · Chile           | Total club | Total club | 134   | 10    | 31               | 3                | 4                       | 0                       | 169   | 13    |
| Total club                 | Total club | Total club | 209   | 16    | 36               | 4                | 4                       | 0                       | 249   | 20    |
| 1. 2. 3.                   |            |            |       |       |                  |                  |                         |                         |       |       |

## Palmarés

### Campeonatos nacionales
| Título                    | Club     | País  | Año    |
| ------------------------- | -------- | ----- | ------ |
| Primera División de Chile | Cobresal | Chile | 2015-C |